# Tamnjanica
Tamnjanica (en serbe cyrillique : Тамњаница) est un village de Serbie situé dans la municipalité de Bela Palanka, district de Pirot. Au recensement de 2011, il comptait 112 habitants.

## Démographie
| 1948 | 1953 | 1961 | 1971 | 1981 | 1991 | 2002 | 2011 |
| ---- | ---- | ---- | ---- | ---- | ---- | ---- | ---- |
| 787  | 743  | 614  | 468  | 356  | 274  | 171  | 112  |

|  |